# Le Roi de la bière
 (mai 2021).
Si vous disposez d'ouvrages ou d'articles de référence ou si vous connaissez des sites web de qualité traitant du thème abordé ici, merci de compléter l'article en donnant les références utiles à sa vérifiabilité et en les liant à la section « Notes et références ».
Pour plus de détails, voir Fiche technique et Distribution.
Le Roi de la bière (titre original : What! No Beer?) est un film américain en noir et blanc réalisé par Edward Sedgwick, sorti en 1933.
Les acteurs Buster Keaton et Jimmy Durante avaient déjà joué ensemble, en duo comique, dans Le Plombier amoureux et Le Professeur.
C'est un des premiers films dont le thème principal est la bière, réalisé juste après la fin de la prohibition.

## Synopsis
Elmer (Keaton) l'affable et Jimmy (Durante) la "grande gueule", sont deux coiffeurs dupés par une femme de confiance (Phyllis Barry) et un patron de la pègre (John Miljan). Elmer et Jimmy reprennent une brasserie abandonnée en prévision de l'abrogation de la prohibition. Leur succès pousse les escrocs à les attaquer mais Elmer les met en déroute avec un camion chargé de fûts de bière.

## Production
Le tournage du Roi de la bière a été difficile. Après qu'il a rejoint la MGM en 1928, Keaton n'a plus eu la liberté de création dont il avait joui à l'époque du muet. En 1933, des problèmes personnels et un divorce difficile ont interféré avec sa carrière. Il apparaissait souvent saoul - ou pas du tout - sur le tournage du film. Il était cependant suffisamment professionnel (avec une formation d'acrobate accomplie) pour terminer le film, faisant d'extrêmes chutes sur le séant alors même qu'il est visiblement handicapé.
Le mythe selon lequel les films parlants de Keaton ont été des échecs critiques et populaires qui ont pratiquement achevé sa carrière, persiste. S'il est vrai que les films parlants de Keaton étaient artistiquement inférieurs à ses films muets, beaucoup d'entre eux ont été très rentables.[non neutre] La série des Keaton aurait pu continuer (MGM avait déjà annoncé que Keaton et Durante se partageraient la vedette avec Jackie Cooper) mais Le Roi de la bière s'est avéré être le dernier long métrage de Keaton pour la MGM et son dernier film en vedette aux États-Unis. Keaton a ensuite joué dans 26 courts métrages et des rôles secondaires après 1941.

## Fiche technique
- Titre original : What! No Beer?
- Titre français : Le Roi de la bière
- Réalisation : Edward Sedgwick
- Scénario : Robert E. Hopkins, Carey Wilson, Jack Cluett
- Direction artistique : Cedric Gibbons
- Directeur de la photographie : Harold Wenstrom
- Ingénieur du son : Douglas Shearer
- Montage : Frank Sullivan
- Producteur : Lawrence Weingarten
- Société de production et de distribution : Metro-Goldwyn-Mayer
- Pays de production :  États-Unis
- Langue d'origine : anglais américain
- Format : noir et blanc — pellicule : 35 mm — image : 1,37:1 — son : mono (Western Electric Sound System)
- Genre : comédie loufoque, burlesque
- Durée : 66 minutes
- Date de sortie :
  - États-Unis : 10 février 1933
  - France : 23 mars 1934

## Distribution
- Buster Keaton : Elmer J. Butts
- Jimmy Durante : Jimmy Potts
- Roscoe Ates : Schultz
- Phyllis Barry : Hortense
- John Miljan : Butch Lorado
- Henry Armetta : Tony
- Edward Brophy : Spike Moran
- Charles Dunbar : Mulligan
- Charles Giblyn : Chef
- Sidney Bracey : Dr Smith
- James Donlan : Al
- Al Jackson : le mouchard
- Pat Harman : le second de Moran
- Rolfe Sedan : le barbier